# Методи Терзиев
Методи Терзиев е български публицист и общественик, деец на ВМРО-СМД.

## Биография
Методи Терзиев е роден през 1918 година в Банско, Царство България. Започва да публикува свои материали в „Илюстрация Илинден“, а след Деветнадесетомайския преврат от 1934 година е бит от военни лица. Участва в походи до гроба на Тодор Александров през 40-те години на XX век. След Деветосептемврийския преврат от 1944 година е заклеймен като „ванчомихайловист“ и е интерниран в концлагера „Куциян“. След демократичните промени от 1989 година се включва в дейността на ВМРО-СМД и е неин заместник-председател към 1994 година.